# Cryptolechia achlyphanes
Cryptolechia achlyphanes är en fjärilsart som beskrevs av Edward Meyrick 1934. Cryptolechia achlyphanes ingår i släktet Cryptolechia och enligt Catalogue of Life i familjen praktmalar. Inga underarter finns listade i Catalogue of Life.